# Chondrostoma macrolepidotus
Chondrostoma macrolepidotus là một loài cá vây tia thuộc họ Cyprinidae.
Loài này chỉ có ở Bồ Đào Nha.
Môi trường sống tự nhiên của chúng là sông ngòi và sông có nước theo mùa.
Chúng hiện đang bị đe dọa vì mất môi trường sống.